# Daniel Theysohn

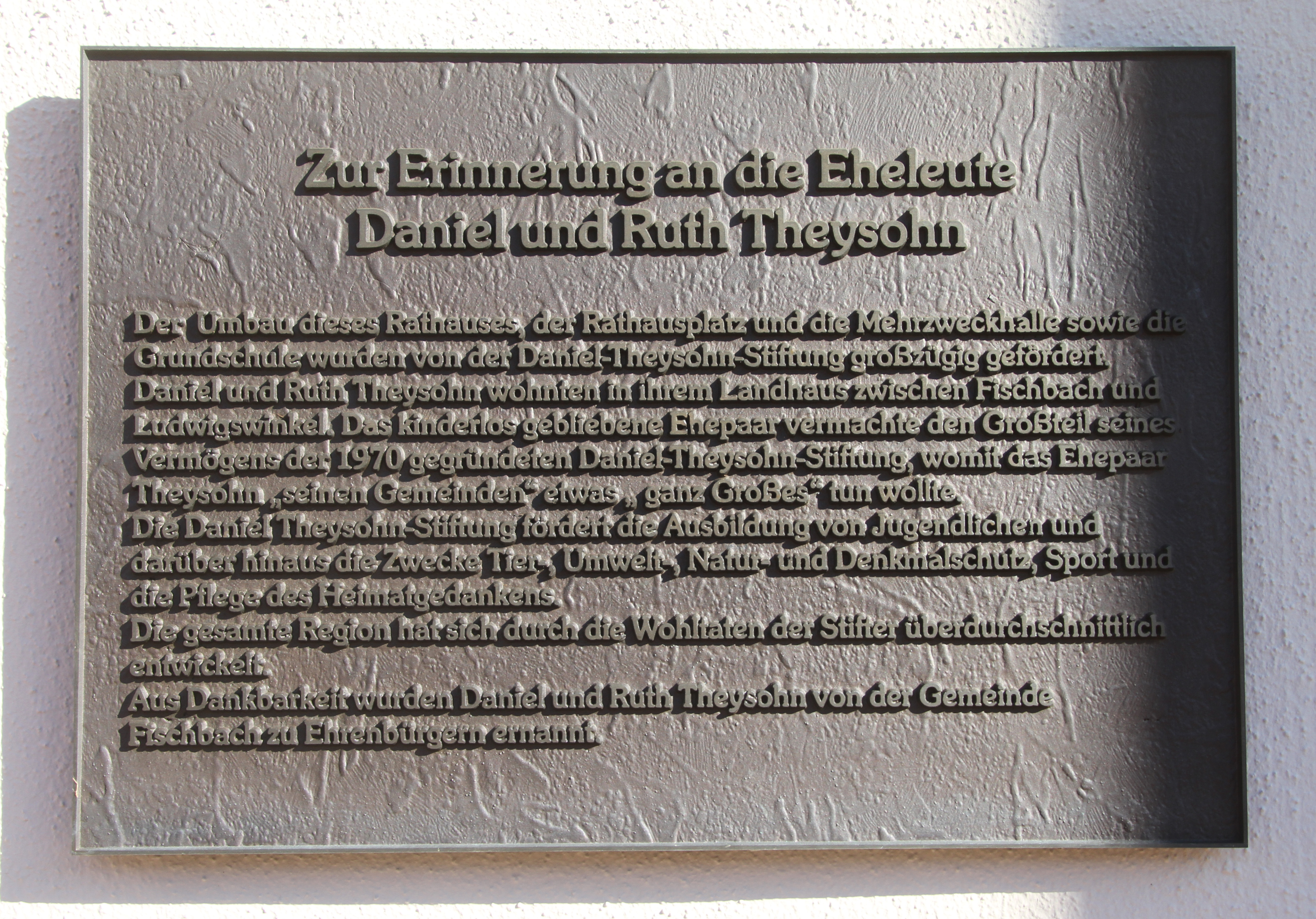
Gedenktafel an Daniel und Ruth Theysohn

Daniel Theysohn (* 18. Juni 1904 in Pirmasens, Deutsches Kaiserreich; † 27. Juni 1980 in Ludwigswinkel) war ein deutscher Schuh- und Kunststofffabrikant und Stiftungsgründer.

## Leben
Daniel Theysohn wurde 1904 in Pirmasens in kleinbürgerlichen Verhältnissen geboren. 1938 heiratete er Ruth Bachrodt, die er 1931 bei ihrer Ernennung zur ersten pfälzischen Weinkönigin kennengelernt hatte. Die Ehe blieb kinderlos.
Vor dem Zweiten Weltkrieg übernahm er zusammen mit seinem Bruder Albert Theysohn die Teha-Schuhfabrik in Pirmasens. Bei einem Bombenangriff während des Krieges wurde sie vollständig zerstört; 19 Mitarbeiter und ein Verwandter fanden dabei den Tod.
Nach dem Krieg bauten die Theysohn-Brüder die zerstörte Fabrik wieder auf. Aus dem Rohr einer Flugabwehrkanone entwickelten sie einen Extruder, mit dem sie Teile für die Herstellung von Kunststoffschuhen produzierten. 1946 gründeten sie die Gebr. Theysohn Kunststoff Tehalit GmbH; der Firmenname war ein Kofferwort aus „Teha“ und dem Namen des verwendeten Kunststoffs Igelit. Es entstanden Zweigniederlassungen in Europa und den USA.
1956 verkauften sie die Teha-Schuhfabrik an die Salamanderwerke.

## Daniel-Theysohn-Stiftung
1970 gründeten Daniel und Ruth Theysohn die Daniel-Theysohn-Stiftung, die ausschließlich dem Gemeinwohl dient und mit ihren Fördermitteln Hilfe leistet.
Der Fokus der Stiftung liegt auf der schulischen und beruflichen Ausbildung von Jugendlichen bis zum 25. Lebensjahr. Darüber hinaus fördert die Stiftung auch den Umweltschutz, Naturschutz und die Landschaftspflege. Weitere Förderungen erhalten Sport, Heimatpflege und Heimatkunde.
Die Theysohns hinterließen ihr gesamtes Vermögen der Stiftung.

## Auszeichnungen
- Bundesverdienstkreuz 1. Klasse (1973)
- Ehrenbürger von Fischbach (1974)
- Ehrenbürger von Ludwigswinkel (1980)